# Oekraïens zaalvoetbalteam (vrouwen)
Het Oekraïens zaalvoetbalteam voor vrouwen is een team van zaalvoetbalsters dat Oekraïne vertegenwoordigt in internationale wedstrijden.

## Oekraïne op het Europees kampioenschap
| Jaar   | Ronde               | Wed.                     | W                        | G                        | V                        | D+                       | D+                       |
| ------ | ------------------- | ------------------------ | ------------------------ | ------------------------ | ------------------------ | ------------------------ | ------------------------ |
| 2019   | Vierde plaats       | 5                        | 2                        | 1                        | 2                        | 18                       | 13                       |
| 2022   | Eindronde           | moet nog gespeeld worden | moet nog gespeeld worden | moet nog gespeeld worden | moet nog gespeeld worden | moet nog gespeeld worden | moet nog gespeeld worden |
| 2023   | Kwalificatie gaande | Kwalificatie gaande      | Kwalificatie gaande      | Kwalificatie gaande      | Kwalificatie gaande      | Kwalificatie gaande      | Kwalificatie gaande      |
| Totaal | 1/2                 | 5                        | 2                        | 1                        | 2                        | 18                       | 13                       |